# Prelom (geologija)
V geologiji je prelom (angleško fault) zlom ravnin ali diskontinuiteta v kamnini ob kateri je prišlo do pomembnega premika vzdolž diskontinuitetne ploskve, kot posledica gibanja skalne gmote. Veliki prelomi v zemeljski skorji so rezultat delovanja sil tektonskih plošč, pri čemer je največji na meji med ploščama, kot subdukcijska cona ali preoblikovani prelom. Sproščanje energije povezana s hitrim gibanjem na aktivnih prelomih je vzrok večine potresov.
Prelomi so lahko kot ostra prelomna ploskev, to je ravnina, ki predstavlja površino preloma. Ker kamnina običajno ni sestavljena iz enega samega čistega preloma, geologi uporabljajo izraz prelomna cona. To je območje več približno vzporednih ali prepletenih, kompleksnih deformacij, prelomov. Prelomna linija je presečišče ravnine preloma s površino tal. To linijo pogosto narišejo na geoloških kartah za prikaz preloma. 
Prelom razdeli kamninski masiv na dva bloka ali dve krili, znani kot krovnina (hanging wall) in talnina (foot wall). Po definiciji je krovnina tista, ki se pojavi nad ravnino preloma in talnina tisti, ki se pojavi pod njo. Ta terminologija prihaja iz rudarstva.

## Mehanizem preloma
Zaradi trenja in togosti kamnin, ki ne morejo drseti ena mimo druge brez težav, se včasih  gibanje ustavi. Ko se to zgodi, se mehanska napetost v kamnini kopiči in ko doseže raven, ki presega prag za obremenitev, se akumulirana potencialna energija sprosti osredotočena na ravnino, po kateri se relativno gibanje spremeni – prelomi. Deformacija je tako akumulacijska in trenutna glede na reologijo kamnine; prožna nižja skorja in plašč akumulirata deformacije postopoma preko striženja, ker krhka zgornja skorja reagira s prelomom – tako se sprosti napetost – kar povzroči gibanje vzdolž preloma. Prelom v duktilnih kamninah je lahko tudi v trenutku, ko je stopnja napetosti prevelika. Energija, sproščena pri tem povzroča potrese, pogost pojav skupaj spremembami meja.

## Zdrs, dvig, porušitev
Zdrs (angl. slip) je definiran kot relativni premik geoloških plasti prisotnih na obeh straneh preloma in je vektor premika. Naklonski zdrs (dip–slip) je zdrs krovnine po nagnjeni talnini relativno navzdol pod vplivom vodoravnega natega kamnin (normalni prelom) ali relativno navzgor pod vplivom vodoravnega stiska kamnin (reverzni prelom); razlikujemo položni (pod majhnim kotom, običajno manj od 45°) in strmi (pod velikim kotom, običajno 45° do 90°) zdrs. 
Vektor zdrsa lahko kvalitativno ocenimo s študijem upora slojev na obeh straneh preloma; smer in obseg dviga in spusta se lahko meri le z iskanjem skupnih presečišč na obeh straneh preloma (točka preboja). V praksi pa je običajno le mogoče najti smer zdrsa preloma in približek dviga in spusta vektorja.

## Tipi prelomov
Na podlagi smeri zdrsa, lahko prelome na splošno opredelimo kot:
- Zmični prelom (strike-slip fault), kjer je odmik pretežno vodoraven, vzporeden na sled prelom.
- Nagnjeni prelom (dip-slip fault) je pretežno vertikalno in/ali pravokotno na ravnino preloma.
- Poševni prelom (oblique-slip fault), ki združuje pomembne premike in zdrse.

### Zmični prelomi
Površina preloma je običajno vertikalna ali blizu vertikali, premikanje talnine levo ali desno ali bočno z zelo malo vertikalnega gibanja. Glede na smer premika razlikujemo desnozmični prelom (dextral strike-slip fault) in levozmični prelom (sinistral strike-slip fault).
Posebna vrsta zmičnega preloma je transformni prelom ali medploščni zmični prelom, če tak prelom ločuje dve tektonski plošči in izravnava vodoravni premik med njima. Najdemo jih v oceanih, kot so srednje-oceanski grebeni in manj pogosto v kontinentalni litosferi, kot je Prelomnica Svetega Andreja  v Kaliforniji ali alpski prelom na Novi Zelandiji.

### Nagnjeni prelomi
Tudi Nagnjeni prelomi se lahko pojavijo glede na smer in naklon zdrsa bodisi kot normalni prelomi ali kot reverzni prelomi ter razrivni (detachment fault) in narivni prelomi. Normalni prelom se pojavi, ko se skorja podaljša. Alternativno se tak prelom lahko imenuje ekstenzijski prelom. Krovnina se premakne navzdol glede na talnino. Sistemi normalnih prelomov razdelijo ozemlje na značilne ugreznitve – grabne (tektonski jarek) in polgrabne, ter relativno vzdignjene dele – horste. Majhen naklon normalnega preloma z regionalno tektonskim pomenom se lahko imenuje razriv (položni navzdolnji zdrs).
Reverzni prelom je nasproten normalnemu prelomu, krovnina se premakne navzgor glede na talnino. Reverzni prelomi kažejo tlačno skrajšanje skorje. Vpad reverznega preloma je razmeroma strm, večji od 45°.
Narivni prelom ima enak občutek gibanja kot reverzni prelom, vendar je zdrs ravnine preloma manj kot 45°.
V profilu se lahko prelomna ploskev povija: položnejši deli so znani kot ravnine (flats), nagnjeni deli nariva so znani kot strmine (ramps). Značilno je, da se narivni prelom giba znotraj formacije, ki jih tvorijo ploskve in se povzpnejo nad rampe, v krovnini nastanejo značilne gube.
Upognjenost prelomov nastaja zaradi premikanja krovnine preko neravne prelomne površine in jih najdemo povezane z obema: ekstenzijskim in narivnim prelomom.
Prelom se lahko ponovi pozneje z gibanjem v nasprotni smeri od prvotnega gibanja (prelomna inverzija). Normalni prelom lahko zato postane reverzni prelom in obratno.
Narivni prelomi tvorijo v delih skorje stene ali klife in velika, listom podobne skalne tvorbe. Subdukcijske cone so posebna kategorija narivov, ki tvorijo največje prelome na Zemlji in povzročajo največje potrese.

### Nagnjeni prelom
Prelom, ki je sestavni del zdrsa in komponenta zmika, se imenuje nagnjeni prelom. Skoraj vsi prelomi bodo imeli nekatere komponente obeh. Nekateri poševni prelomi se pojavijo v transtenzijskem in transtlačnem režimu, drugi pa se pojavijo, kjer je smer podaljšanja ali skrajšanja spremembe med deformacijo, pri čemer prej oblikovani prelomi ostanejo aktivni.
Hade kot je definiran kot dopolnilo naklonskemu kotu; to je kot med prelomno ravnino in navpično ravnino, ki je vzporedna s prelomom.

### Listrični prelom
Listrični prelomi (listron‐žlica) so podobni normalnim prelomom, le da je prelomna ploskem ukrivljena, pri čemer je bolj strma blizu površine, nato pa s povečano globino plitvejša – je konkavno ukrivljena. Potopno se lahko splošči v sub-vodoravno bazalno razrivni prelom, ki rezultira v horizontalni zdrs na vodoravni ravnini. Kjer je krovnina odsotna (kot na pečini) talnina lahko polzi na način, ki ustvarja več listričnih prelomov. Pri listričnih prelomih nastajajo značilne, od obprelomnih nasprotno usmerjene antiformne reverznovlečne gube.

### Krožni prelom
Krožni prelomi so prelomi, ki se pojavijo v porušenih vulkanskih kalderah (zaradi intruzije magme ali dviganja solnih čokov, kar povzroča kupolasto izbočenje in raztezanje skorje, se zgodi normalni prelom) in na mestu udara meteorja, kot je na primer krater Chesapeake Bay. Krožni prelomi se lahko napolnijo z vsiljenim nasipom.

### Sintetični in antitetični prelom
Sintetični in antitetični prelomi so izrazi, ki se uporabljajo za opisovanje manjših prelomov, povezanih z velikimi prelomi – spremljajoči prelomi. Sintetični prelomi so v isti smeri kot glavni prelom, medtem ko so antitetični prelomi v nasprotni smeri. Te prelome se lahko spremlja s prevračanjem antiklinale (npr. Niger Delta Structural Style).

## Prelomne kamnine
Vsi prelomi imajo merljivo debelino, sestavljeno iz deformirane kamninske karakteristične ravni v skorji, kjer se je prelom zgodil, vrsto kamnin, prizadetih zaradi preloma in prisotnost in naravo morebitnih mineraliziranih tekočin. Prelomne kamnine so razvrščene po svoji teksturi in implicitnem mehanizmu deformacije. Prelomi, ki prehajajo skozi različne ravni litosfere bodo imeli razvitih veliko različnih vrst prelomnih kamnin po površini.
Glavne vrste prelomnih kamnin so:
- Kataklasit – prelomna kamnina, ki je povezana s slabo razvitim ali odsotnim ploskovnim materialom ali ki je nekohezivna, ki jo običajno označujejo posamezni prodniki in kamni v finejšem zrnatem materialu podobne sestave.
  - Tektonska ali prelomna breča – srednje- do grobozrnat kataklasit vsebuje > 30 % vidnih delcev.
  - Kakirit – nekohezivna glina, bogata finega in ultrafinega kataklasita, ki vsebuje < 30 % vidnih delcev. Lahko so prisotni kamniti prodniki.
    - Meljevec – klastična kamnina z zrni s premerom od 0,063 mm do 0,002 mm.
- Milonit – prelomna kamnina, ki je kohezivna in je značilna za dobro razvite ploskovne materiale, ki so posledica tektonskih zmanjšanj velikosti zrn in pogosto vsebujejo zaobljene porfiroklastične in kamne za podobno sestavo mineralov v osnovi
- Psevdotahilit – izredno fino zrnat material steklastega videza, običajno črn in kremenitega videza, ki se pojavlja kot tanke ravne žile, injektirane žile ali kot osnova za psevdokonglomerate ali breče, kateri polnijo dilatacije prelomov v gostiteljski kamnini.

## Vplivi na konstrukcije in ljudi
V inženirski geotehniki prelom pogosto tvori diskontinuiteto, ki ima lahko velik vpliv na mehansko vedenje (moč, deformacije, itd) tal in mase kamnin pri, na primer predorih, temeljih ali gradnji na pobočju.
Stopnja aktivnosti preloma je lahko ključnega pomena za (1) lociranje stavb, cisterne in cevovode ter (2) ocenjevanje seizmičnega tresenja in nevarnost cunamijev za infrastrukturo in ljudi v okolici. V Kaliforniji na primer, je nova gradnja stavb prepovedana neposredno ali blizu prelomov, ki so se premaknili v holocenski epohi (zadnjih 11.000 let).  Tudi prelomi, ki so pokazali gibanje med holocenskim in pleistocenskim obdobjem (zadnji 2,6 milijona let), so lahko nevarni predvsem za kritične strukture, kot so elektrarne, jezovi, bolnišnice in šole. Geologi ocenjujejo starost preloma s študijem funkcij tal v plitvih izkopih in z geomorfologijo razvidno iz aeroposnetkov. Podzemne raziskave vključujejo odlome in njihove odnose do karbonatnih gomoljev, prenesene gline in mineralizacije železovega oksida v primeru starejšega tal, in pomanjkanje takih znakov v primeru mlajših tal. Radiokarbonski organski material pokopan poleg ali nad prelomom je pogosto ključnega pomena pri razlikovanju aktivnega od neaktivnega preloma. Iz teh razmerij lahko paleoseizmolog oceni velikosti zadnjih potresov v zadnjih nekaj sto letih in razvije grobe projekcije prihodnjega delovanja preloma.